# ロバート・M・プライス
ロバート・マクネイア・プライス（Robert McNair Price、1954年7月7日、ミシシッピ州出身）はUniversal Foundation for Better Livingとして知られるニューソート系団体に管理運営されたフロリダ州キャロルシティの無認可校であるジョニー・コレモン神学校の神学、精神的研究の教授である。
プライスはとくに正統派キリスト教信仰の宗教的懐疑論者（en:Religious skepticism）である。彼はショーやインタビューにおいて、ときどき自身を「クリスチャン無神論者」だと言う。彼はイエス・セミナーの古参であり、キリスト教の歴史に興味を持つ人々の為のウェブコミュニティの設立者でもある。
プライスは今はなき雑誌『Journal of Higher Criticism』を編集していた。そしてさらに宗教に関する多くの著書と論文がある。ラヴクラフトのクトゥルフ神話について幅広く書いている。

## 経歴
プライスは神学と新約聖書両方の博士号をもつニュージャージー州の元バプテスト教会牧師である。
ヒューマニストを自称、米国聖公会のメンバーであり、学会外の根本主義キリスト教徒と友好的である。彼はまた福音的（しかし根本主義ではない）牧師であり著作家であるグレッグ・ボイドの友人である。彼はイエスの歴史性について大勢が立会う議論を行っている。

## 宗教の著作
The Incredible Shrinking Son of ManやDeconstructing Jesusのような著作において、プライスは聖書直解主義（en:Biblical literalism）に挑戦し、キリスト教へのより懐疑的、ヒューマニズム的なアプローチを論じている。彼はドキュメンタリー映画『そこにいなかった神』で史的イエスの概念を問い、初期のキリスト教徒がディオニューソスのような人気がある地中海の没して昇る救済者からイエス像を採用したと示唆するキリスト神話説の解釈を支持している。彼は初期の教会の教父ユスティノスが相似を認めた時代、類似が知られていたと論じている。彼はそのほとんどが、セプトゥアギンタを書き直すミドラーシュ（アッガーダー）、ホメロス、エウリピデス作『バッコスの信女』そしてヨセフスから福音書のディディールを肉付けされ仕上げられたのだと主張した
。プライスはイエスが実在の人物であると主張する、いくつかの古代の新約聖書でない出典（タキトゥスのような）があることを認めている。

## ラヴクラフト研究
Crypt of Cthulhu誌（Necronomicon Press刊）とクトゥルフ神話アンソロジーのシリーズの編集者として、プライスはラヴクラフト研究と長年の愛好ぶりで有名な人物である。有名な物語とコレクションを紹介する評論において、プライスは、ラヴクラフトの実体、主題、文体をたどっている。例えばThe Cthulhu Cycleは蛸のような神の起源をテニソンのThe Krakenに、特定のメッセージをロード・ダンセイニに見ている。The Dunwich Cycleではラヴクラフトの『ダンウィッチの怪』にあるアーサー・マッケンの影響を指摘している。
プライスの宗教的背景はしばしば彼の神話批評を彩っている。ラヴクラフト創作の神アザトースにグノーシス的テーマを見、『インスマウスの影』をある種の通過儀礼として解釈している。

## その他の仕事
プライスはThe Bible Geekというブロードキャスト・ショーを運営している。これは人々の質問に「聖書オタク」である彼が答えるというもの。
彼はブライアン・フレミングのドキュメンタリー映画『そこにいなかった神』（2005年）に出演している。プライスは1994年からThe Journal of Higher Criticismの編集者である。

## 著書

### 宗教関連
- The Widow Traditions in Luke-Acts: A Feminist-Critical Scrutiny Society of Biblical Literature. ISBN 0788502247 (Mar 1997).
- Mystic Rhythms: The Philosophical Vision of Rush Borgo Press. ISBN 1587151022. with Carol Selby Price (1 Nov 1998)
- Deconstructing Jesus Prometheus Books. ISBN 1573927589. (20 Mar 2000).
- The Incredible Shrinking Son of Man: How Reliable is the Gospel Tradition? Prometheus Books. ISBN 1591021219. (20 Dec 2003)
- The Empty Tomb: Jesus Beyond The Grave Prometheus Books. ISBN 159102286X. with Jeffery Lowder (20 April 2005)
- The Da Vinci Fraud: Why the Truth Is Stranger than Fiction Prometheus Books. ISBN 1591023483.  (20 Sep 2005).
- The Reason Driven Life: What Am I Here on Earth For? Prometheus Books. ISBN 1591024765.  (1 Sep 2006).
- The Pre-Nicene New Testament: Fifty-four Formative Texts ISBN 1560851945. (30 Oct 2006)
- The Paperback Apocalypse: How the Christian Church was Left Behind Prometheus Books. ISBN 1591025834.  (1 Sept 2007).
- Jesus is Dead Amer Atheist Pr. ISBN 1578840007.  (April 2007).
- Top Secret: The Truth Behind Today's Pop Mysticisms Prometheus Books. ISBN 1591026083 (April 8, 2008)
- Beyond Born Again: Towards Evangelical Maturity Wildside Press. ISBN 1434477487 (30 Oct 2008).
- Inerrant the Wind: The Evangelical Crisis of Biblical Authority Prometheus Books. ISBN 1591026768 (1 Dec 2008).

### クトゥルフ神話（編集者、作家として）
作品集
- エイボンの書 クトゥルフ神話カルトブック（2008。The Book of Eibon 2001の邦訳）
- クトゥルーの子供たち（2014。The Xothic Legend Cycle 1997のアレンジ邦訳）

短編
- ネクロノミコン註解
- 裏道

## 参照
1. 1 2 3  Robert M. Price, The Jesus Project, Center for Inquiry.
2. ↑  Robert M. Price, Westar Institute; Advisory Board Secular Student Alliance, accessed April 15, 2010.
3. ↑  “Mission and Purpose”.   Johnnie Colemon Theological Seminary. 2009年1月11日閲覧。
4. ↑  Tokasz, Jay (2008年11月30日). “Scholars to explore existence of Jesus”. The Buffalo News.  オリジナルの2008年12月2日時点におけるアーカイブ。 2009年2月22日閲覧。
5. ↑  Journal of Higher Criticism Home Page
6. ↑  Joshi, S. T.; Schultz, David E.. An H.P. Lovecraft Encyclopedia. Hippocampus Press. p. 217. ISBN 097487891X
7. ↑  Brief Biography of Robert M. Price
8. ↑  Price, Robert M. (2005). "New Testament narrative as Old Testament midrash". In Jacob Neusner and Alan J. Avery-Peck (ed.). Encyclopaedia of Midrash: Biblical Interpretation in Formative Judaism. Leiden: Brill. ISBN 90-04-14166-9。
9. ↑  Harms, Daniel. The Cthulhu Mythos Encyclopedia. Elder Signs Press. p. XV. ISBN 1934501050
10. ↑  Shannon Appelcline,  A Brief History of Game #3: Chaosium: 1975-present on RPG.net
11. ↑  Joshi, S.T.. Icons of Horror and the Supernatural: An Encyclopedia of Our Worst Nightmares. Greenwood Publishing Group. p. 126. ISBN 0313337802. "The Cthulhu Mythos remains a popular venue in literature and the media. Since the 1980s Robert M. Price has been a kind of August Derleth redivivus in publishing a dozen or more anthologies of Cthulhu Mythos tales by writers old and new"
12. ↑  Mitchell, Charles P.. The Complete H.P. Lovecraft Filmography. Greenwood Press. p. 6. ISBN 0313316414
13. ↑  Price, Robert M.. “Introduction”. The Azathoth Cycle. Chaosium. ISBN 1568820402